# Cuando la miro
Cuando la miro es una película dramática argentina de 2022 dirigida, escrita y protagonizada por Julio Chávez.
La cinta fue nominada a mejor actriz por la interpretación de Marilú Marini en la 71° edición de los Premios Cóndor de Plata.

## Sinopsis
Javier, un artista plástico cuya vida transcurre sin sobresaltos, emprende un extraño proyecto: filmar a su madre, una mujer enigmática y distante. Él no es cineasta e improvisa esta tarea, que propiciará una inesperada conexión entre ambos.

## Reparto
- Julio Chávez como Javier
- Marilú Marini como Elena
- Claudio da Passano
- Silvia Kutika

## Premios y nominaciones
| Premio                  | Fecha              | Categoría    | Nominado      | Resultado | Ref.  |
| ----------------------- | ------------------ | ------------ | ------------- | --------- | ----- |
| Premios Cóndor de Plata | 22 de mayo de 2023 | Mejor actriz | Marilú Marini | Nominada  | [ 1 ] |